# Thomas Fink (Fußballspieler)
Thomas Fink (* 9. Juni 1999) ist ein österreichischer Fußballspieler.

## Karriere
Fink begann seine Karriere beim SV Anger. Zur Saison 2010/11 wechselte er zum SC Weiz. Im Jänner 2013 wechselte er in die Akademie des SK Sturm Graz, in der er fortan sämtliche Altersstufen durchlief. Im Juni 2017 absolvierte er gegen Weiz sein erstes und einziges Spiel für die Amateure von Sturm in der Regionalliga.
Zur Saison 2017/18 kehrte er zu seinem Jugendklub SC Weiz zurück. In zwei Jahren in Weiz kam er zu 45 Regionalligaeinsätzen, in denen er vier Tore erzielte. Zur Saison 2019/20 wechselte er zu den Amateuren der SV Mattersburg. Für die Burgenländer kam er zu 14 Einsätzen in der Ostliga bis zum Saisonabbruch. Nach der Saison 2019/20 stellte Mattersburg den Spielbetrieb ein.
Daraufhin wechselte Fink zur Saison 2020/21 zum Zweitligisten Grazer AK, bei dem er einen bis Juni 2021 laufenden Vertrag erhielt. Sein Debüt in der 2. Liga gab er im September 2020, als er am ersten Spieltag jener Saison gegen den FC Dornbirn 1913 in der Startelf stand. Insgesamt kam er in Graz zu 47 Zweitligaeinsätzen, in denen er dreimal traf. Nach zwei Jahren verließ er den GAK nach der Saison 2021/22 und wechselte innerhalb der Liga zum Floridsdorfer AC, bei dem er bis Juni 2024 unterschrieb. Für die Wiener spielte er 16 Mal in der 2. Liga. Im Juli 2023 löste er seinen Vertrag beim FAC auf.
Anschließend kehrte er zur Saison 2023/24 zum Regionalligisten Weiz zurück.